# تريسي رايت
تريسي رايت هي مبدعة وممثلة كندية، ولدت في 7 ديسمبر 1959 بتورونتو في كندا، وتوفيت في 22 يونيو 2010 بسبب سرطان البنكرياس.

## وصلات خارجية
- تريسي رايت على موقع IMDb (الإنجليزية)
- تريسي رايت على موقع ألو سيني (الفرنسية)
- تريسي رايت على موقع أول موفي (الإنجليزية)
- تريسي رايت على موقع قاعدة بيانات الأفلام السويدية (السويدية)
- تريسي رايت على موقع قاعدة بيانات الفيلم (الإنجليزية)
- تريسي رايت على موقع كينوبويسك (الروسية)